# Monte Carlo TV
Monte Carlo TV sau Canal 4 Monte Carlo Televisión este un canal de televiziune din Uruguay, înființat în anul 1961.